# Leucothyreus pallefactus
Leucothyreus pallefactus är en skalbaggsart som beskrevs av Ohaus 1924. Leucothyreus pallefactus ingår i släktet Leucothyreus och familjen Rutelidae. Inga underarter finns listade i Catalogue of Life.